# L'Or du Rhin (fraise)
Pour les articles homonymes, voir L'Or du Rhin (homonymie).
L’Or du Rhin est une variété de fraise (Fragaria × ananassa Duch.), issue de la région de Gotha (Allemagne). Elle était beaucoup cultivée à Vottem dans l’après-guerre.

## Cultivation et commercialisation
Après la Seconde Guerre mondiale, cette variété était notamment vendue à la Criée Coopérative de Vottem, où elle était surtout cultivée dans le centre et la partie basse du village, ainsi qu’à La Préalle, un hameau de Herstal. Dans les années 1950, cette criée commercialisait entre 18 et 37 tonnes de fraises par année, produites par environ 200 producteurs.

## Caractéristiques
Fraise grande à très grande, conique ou forme de cœur, graines foncées, modérément abaissées, rouge brillant, ferme, jus foncé, goût épicé, bon arôme.

## Cultivation[1]
- Epoque de floraison : hâtive
- Terre : bonne terre de jardin fumée et fraîche
- Exposition : site protégé
- Multiplication : semis, stolon, division de pied
- Période de multiplication (semis, bouturage...) : février, mars
- Strate végétale : herbacée
- Pollinisation : allogame
- Type de végétation : persistant
- Cycle de vie : vivace
- Propriétés : fruit comestible, fruits rouges/petits fruits

## Conservation de la variété
Le matériel génétique de cette fraise est conservé notamment à la Banque génétique pour les Fruits à Dresde en Allemagne, où on la cultive afin de maintenir la variété.